# Sławomir Majusiak
Sławomir Majusiak (ur. 30 maja 1964 w Jarocinie, zm. 5 grudnia 2021 w Ostrowie Wielkopolskim) – polski lekkoatleta, długodystansowiec; przedsiębiorca, wieloletni właściciel „Gazety Ostrowskiej”.
Jego córką jest Julia Dutkiewicz, skoczkini wzwyż.

## Osiągnięcia
Międzynarodową karierę rozpoczął od brązowego medalu mistrzostw Europy juniorów w biegu na 3000 m (1983 – 8:03,69 s.). Zdobył brązowy medal mistrzostw Europy w Splicie (1990) w biegu na 5000 m wynikiem 13:22,92 s. W 1991 zwyciężył w biegu na 5000 m podczas finału B Pucharu Europy – 13:47,14 s. Mistrz Polski w biegu na 10 000 m (1990), dwukrotny mistrz Polski w biegach przełajowych.

## Rekordy życiowe
- bieg na 3000 m – 7:51,58 s. (16 września 1990, Sheffield) – 10. miejsce w historii polskiej lekkoatletyki[3]
- bieg na 5000 m – 13:22,92 s. (1 września 1990, Split) – 2. miejsce w historii polskiej lekkoatletyki[3]
- bieg na 10 000 m – 28:11,50 s. (10 sierpnia 1990, Bruksela) – 3. miejsce w historii polskiej lekkoatletyki[3]
- półmaraton – 1:02:30 s. (7 kwietnia 1990, Mediolan) – 8. miejsce w historii polskiej lekkoatletyki[3]